# Kanesh
Kanesh var en hettitisk stad som låg vid dagens Kayseri i Turkiet. Staden hade sin blomstringstid omkring 2000 f.Kr. - 1700 f.Kr. men platsen där den ligger har varit befolkad sedan åtminstone 3000 f.Kr.

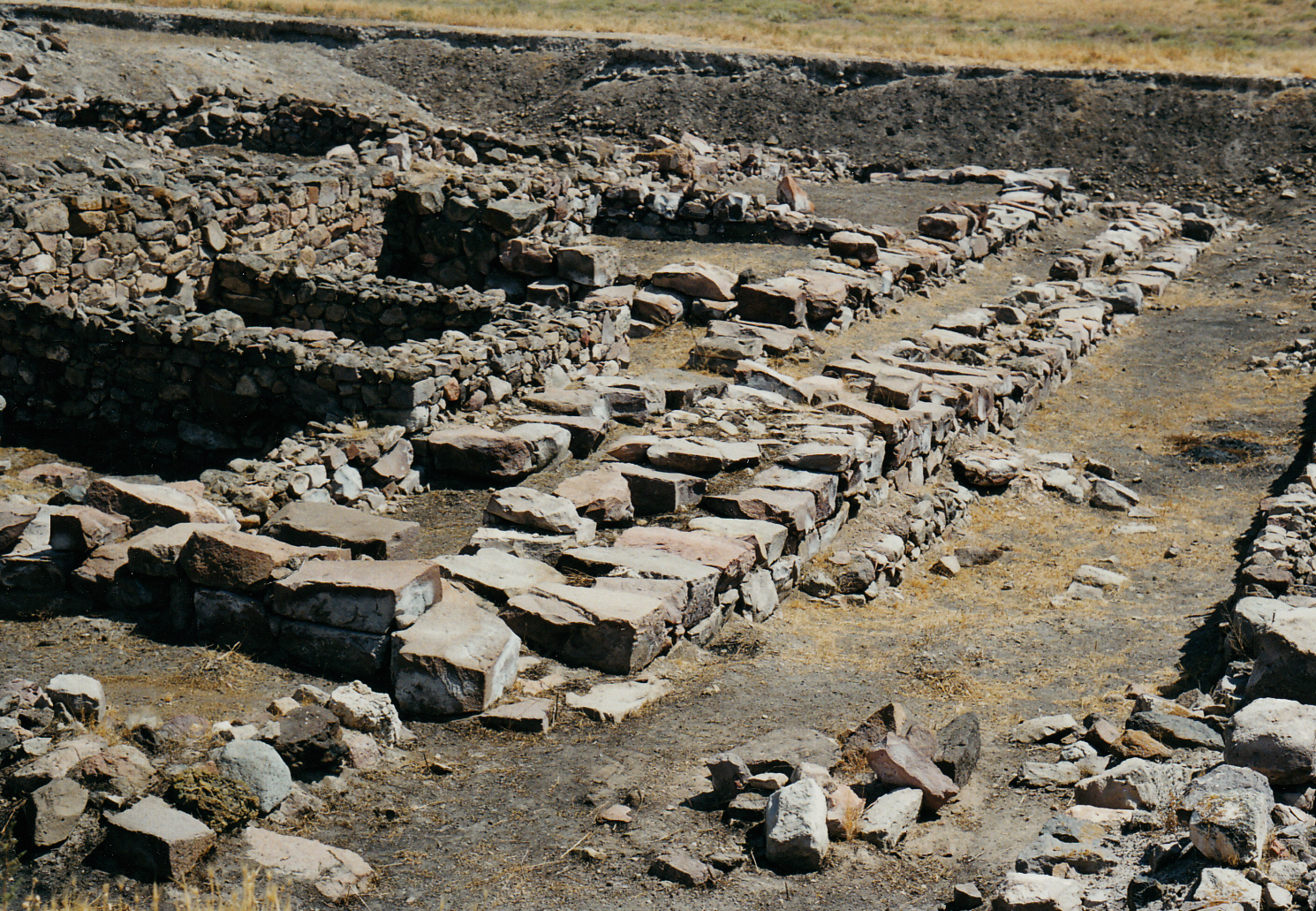
Utgrävningar i Kanesh.

Assyriska köpmän som verkade i staden har efterlämnat över 14 000 kilskriftstavlor genom vilka man kunnat studera hur handel bedrevs under denna epok.